# Luciano Abis
Luciano Abis (Cagliari, 28 luglio 1979) è un pugile italiano detto Bazooka, campione internazionale IBF e WBC - campione intercontinentale WBO Campione EBU (European Union) e sfidante al titolo europeo.

## Biografia

### Dilettante
Inizia la boxe a 5 anni. Entra a far parte della nazionale italiana under 16 nel 1994 a soli 14 anni Ai Campionati europei a Patrasso (Grecia) arriva ai quarti di finale, disputa vari tornei con la Nazionale Azzurra per ben 4 anni, conquistando medaglie di Bronzo, Argento e Oro diventando 3 volte Campione D'Italia.

### Professionista
Nel 2000 passa al professionismo ingaggiato dalla Opi2000 di Salvatore Cherchi. Fa il suo esordio da professionista con successo in una manifestazione d'élite come sottoclou del match mondiale WBO di Giovanni Parisi.
Nel 2005 conquista il suo primo titolo internazionale IBF, nei pesi welter, battendo David Kowalski. Difende il titolo con successo nel 2005 e nel 2006 conquista ai punti il titolo intercontinentale WBO, nei welter, contro il campione di Francia in carica Karim Nechtaoui.
Nel 2007 combatte per il titolo italiano dei pesi welter contro Leonard Bundu, ma l'incontro è sospeso al quarto round per ferita dell'avversario e, come da regolamento, viene decretato il pari e il titolo rimane vacante. Nel 2008 Abis conquista il titolo del Mediterraneo WBC contro Luis Mimoune vincendo per KO al 9º round e nello stesso anno difende il titolo WBC.Nel 2009 a Varsavia combatte per il titolo d'Europa dei pesi welter perdendo ai punti contro il campione in carica Rafal Jackiewiecz. 
Il 24 luglio 2010 conquista il titolo dell'Unione Europea contro il belga Kobe Vandekerkove, difendendolo tre volte e perdendolo nel 2012. Nel giugno 2013 combatte per il titolo italiano contro Gianluca Frezza perdendo ai punti con verdetto contrastato. Poi abbandona temporaneamente la boxe per quasi tre anni dove si dedica alla sua nuova palestra.
Nel 2016 fa il suo rientro sul ring vincendo per KO al primo round; nello stesso anno, in occasione del centenario FPI, gli viene assegnato il riconoscimento "la Cintura di Campione per sempre". A 37 anni Viene designato come sfidante al titolo italiano dei pesi superwelter. Perde ai punti contro Vincenzo Bevilacqua nel marzo 2017 a Roma.